# Horloogiyn Choybalsan
Pour les articles homonymes, voir Choybalsan.
 (mars 2020).
Si vous disposez d'ouvrages ou d'articles de référence ou si vous connaissez des sites web de qualité traitant du thème abordé ici, merci de compléter l'article en donnant les références utiles à sa vérifiabilité et en les liant à la section « Notes et références ».
Horloogiyn Choybalsan (mongol : Хорлоогийн Чойбалсан ; 8 février 1895 – 26 janvier 1952) est un militaire et homme politique mongol, principal dirigeant de la République populaire mongole et maréchal de son armée (en) des années 1930 à 1952. 

## Biographie

### Enfance et parcours
Né le 8 février 1895 en Mongolie. On sait peu de choses sur son père, c'est pourquoi il était considéré comme un enfant illégitime, sans nom de famille. « Horloogiyn » est un patronyme (indiquant le prénom du père). Pour son nom de famille, il faut comprendre dans sa biographie que à l’âge de 7 ans, sa mère l’envoie étudier dans un datsan, où, après avoir reçu la cérémonie de « prise de refuge », il reçoit le nom de « Choybalsan », ce qui signifie « la grandeur du Dharma ». En revenant de ses études en 1910, il commence à travailler avec des amis. Les idées religieuses ne l’intéressent pas, ce qui influencera son destin futur. À 17 ans, il entre à l’école, où il apprend les écritures russes et mongoles. À l’école, il rejoint un cercle révolutionnaire, qui sera bientôt fusionné avec celui de Sukhe-Bator en 1920. L’unification de ces groupes marque le début de la Révolution mongole.
Choybalsan devient un acteur important de l’activité révolutionnaire à partir de 1937. Avant cela, il avait déjà rencontré Joseph Staline. En 1937, le président de la Mongolie, Peljidiin Genden, est exécuté sur ordre de Staline, car il a refusé de mener des répressions contre des religieux au sein de la République populaire mongole.
Choybalsan est souvent comparé à Staline au point d’être surnommé le « Staline mongol ». Comme Sukhe-Bator est souvent perçus comme l’équivalent de Lénine, à eux deux, ils incarnent en Mongolie l’esprit d’incarnation que formaient Lénine et Staline en URSS dans l’esprit collectif.
Il organise entre 1937 et 1939 les purges les plus sanglantes de l'histoire du pays, causant la mort de 20 à 35 000 personnes (soit 3 à 5 % de la population de l'époque), principalement des membres du clergé bouddhiste, de l'intelligentsia, de la dissidence et des minorités ethniques (Bouriates, Kazakhs, etc.). Ses efforts pour éliminer la caste des moines bouddhistes ne se limitent cependant pas aux purges et conduisent à la quasi-disparition de ces derniers, leur nombre passant de 100 000 au début des années 1930 à quelques centaines au début des années 2000.
L'alliance solide de Choybalsan avec son homologue soviétique permet de préserver l'indépendance fragile de la Mongolie, ce qui en fait l'un des trois seuls États socialistes indépendants (avec l'URSS et le Tannou-Touva) de la planète pendant près de deux décennies. 
Durant sa période à la tête de la Mongolie, les liens économiques, politiques et militaires de cette dernière avec l'URSS s'intensifient, les infrastructures se développent et le taux d'alphabétisation s'accroît considérablement. Enfin, le pays commence à jouir d'une certaine reconnaissance internationale, surtout après la fin de la Seconde Guerre mondiale. 
La quatrième ville la plus peuplée de Mongolie porte actuellement son nom. 